# Арцарело V (Ровиго)
Арцарело V је насеље у Италији у округу Ровиго, региону Венето.
Према процени из 2011. у насељу је живело 21 становника. Насеље се налази на надморској висини од 7 м.